# 포로 이탈리코 수영장

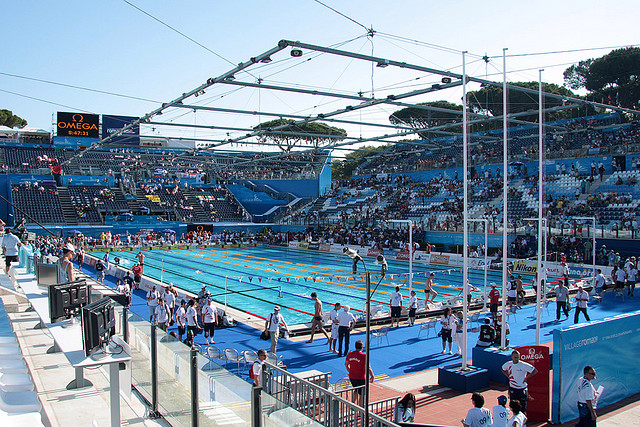

포로 이탈리코 수영장(이탈리아어: Complesso natatorio del Foro Italico)은 이탈리아 로마 포로 이탈리코에 있는 수영장이다. 1959년에 개장된 이 수영장은 엔리코 델 데비오와 아니발레 비텔로치가 설계했다.